# Ben Heneghan
Benjamin John Heneghan, detto Ben (Manchester, 19 settembre 1993), è un calciatore inglese, difensore del Port Vale.

## Carriera
Ha giocato nella prima divisione scozzese con il Motherwell.